# Sonic Speed Simulator
Sonic Speed Simulator  — це багатокористувацька онлайнова поетапна платформна гра, розроблена та опублікована Gamefam Studios за ліцензією та спільно з Sega of America, яка є офіційною частиною франшизи Sonic the Hedgehog на платформі для ігор та розробки ігор Roblox. Геймплей передбачає пересування та збір куль хаосу для підвищення рівня та збільшення швидкості та сили стрибків.

## Ігровий процес
Гравець ходить і збирає Сфери Хаосу та кільця навколо світу (карта). Під час прогулянки вони дають їм XP, збираючи Сфери Хаосу дають більше XP, щоб допомогти їм піднятися на рівень, що потім збільшує їх швидкість і силу стрибків. Максимальний досвід, отриманий за рівень, збільшується з рівнем. Інші способи заробити XP — це бігати та стрибати через Небесні кільця, виконувати квести та випробування на час (виклики, які включають проходження через створені контрольні точки та якомога швидше досягати мети в межах світу), а також купувати в ігрових магазинах. У будь-який час гравець може переродитися, що скидає швидкість, силу та рівень гравця, але повертає очки навичок, які можна використовувати для придбання постійних покращень.
Спочатку персонажем гравця є його аватар Roblox, але вони можуть отримати персонажів Соніка, за яких можна грати, виконуючи квести та цілі події з обмеженим часом, збираючи карти, викуповуючи коди та купуючи їх протягом обмеженого часу.
Маршрути та домашніх тварин, які дають переваги, які можна покращувати, можна отримати, витрачаючи кільця на торгових автоматах і виконуючи квести, цілі подій і випробування на час. Траси та домашніх тварин можна підвищити на машинах для покращення за допомогою кілець, кілець Червоної зірки або обох, а ідентичні тварини можна об'єднати в «розвинені» форми.
Щоб розблокувати наступний світ, гравець повинен отримати п'ять ключів від воріт у квестах.

## Історія
Sonic Speed Simulator було оголошено та випущено в закритій бета-версії 13 квітня 2022 року, для доступу до якої потрібно було 50 Robux, а потім була повністю випущена як безкоштовна через три дні, 16 квітня 2022 року За перший тиждень після релізу гру зіграли 70 мільйонів і одночасно грали 275 000 гравців, що зробило її запуск найбільшим у Roblox. За перші чотири місяці він досяг 500 мільйонів відвідувань. Джо Ференц, генеральний директор Gamefam Studios, описав її як «фірмову гру № 1 усіх часів на Roblox».
Під час презентації Sonic Central 2022, показаної 7 червня, було оголошено, що нова зона Chemical Plant Zone буде випущена 11 червня. Крім того, код для Емі Чао був представлений і став доступним пізніше того ж дня.
26 лютого 2023 року в гру було додано нову функцію, відому як «Автозапуск», де гравець автоматично бігає по всій карті та збирає кільця та XP без жодного контролю над своїм персонажем. Багато гравців висловили розчарування цим оновленням, посилаючись на повільніший темп, неможливість стрибати чи йти збоку, а також систему винагород як мінуси.
11 березня 2023 року в гру було додано їжака Shadow, і гравці мають можливість розблокувати персонажа під час події Release Shadow.

### Рекламні заходи
З 10 по 16 грудня 2022 року гравці могли відвідати спеціальний ранній показ майбутнього першого епізоду телесеріалу Sonic Prime перед його першим дебютом на Netflix . Щоб просувати подію, Gamefam Studios, Sega, Netflix і WildBrain Studios співпрацювали з корпорацією Roblox, надавши користувачам можливість заробити Nine's Mechanical Arms у формі віртуального аксесуара UGC.

### Суперечка
У грудні 2022 року численні колишні співробітники, які працювали над грою, висунули кілька звинувачень у мережі та висловили занепокоєння щодо того, що Gamefam Studios скорочується та недоплачує, а також звільняє деяких своїх співробітників перед святковим сезоном без багато попереджень, що суперечило контракту. У результаті багато стурбованих шанувальників почали використовувати хештег #Sonic Sweatshop Simulator у Twitter, щоб привернути увагу до звинувачень. У відповідь компанія почала банити користувачів на сервері Discord Sonic Speed Simulator які згадували про проблеми, і опублікувала заяву, в якій заперечувала звинувачення.

## Рецепція
Огляд Alan Wen на Eurogamer був позитивним і похвалив 3D, відкритий ігровий процес, заявивши, що Sonic Speed Simulator є «ймовірно, найбільш відшліфованим досвідом, який прикрашав Roblox досі», але критикував прогрес, смуги перешкод і гоночну міні-гру, виявивши, що прогрес буде незадовільним, а гоночна міні-гра занадто простою та викликає затримку.

## Виноски
1. ↑  За ліцензією від Sega of America.
2. ↑  10 лютого 2023 року назву гри було оновлено на 'Sonic Speed Simulator: Reborn'. Однак ця зміна ще не відображена на сторінці гри в Roblox. веб-сайт.